# Лебеда дикая
Лебеда́ ди́кая (лат. Atriplex fera) — вид двудольных растений рода Лебеда (Atriplex) семейства Амарантовые (Amaranthaceae). Первое название вида, Spinacia fera L.basionym, было опубликовано шведским систематиком Карлом Линнеем; перенесён в состав рода Лебеда Александром Андреевичем Бунге в 1880 году.

## Распространение и среда обитания
Известна из Сибири (Россия) и Монголии.
Произрастает на солончаках.

## Ботаническое описание
Однолетнее растение высотой до 70 см.
Стебель прямостоячий или стелющийся, ветвистый.
Листья простые, серо-зелёного цвета, иногда краснеющие, формой от удлиненно-яйцевидных до ланцетных, с цельным, реже слабозубчатым краем.
Цветки со сросшимся околоцветником, собраны в малоцветковые клубочки, расположенные в колосовидно-метельчатых соцветиях и в пазухах листьев.
Число хромосом — 2n=18.

## Природоохранная ситуация
Лебеда дикая занесена в Красные книги Курганской области и республики Якутия — Саха (Россия).

## Синонимы
Синонимичные названия:
- Atriplex fera var. commixta H.C. Fu & Z.Y. Chu
- Atriplex lenticularis C.A.Mey. ex Turcz.
- Obione fera (L.) Moq.
- Obione lenticularis Moq.
- Spinacia divaricata Turcz. ex Moq.
- Spinacia fera L.basionym